# Norton, Buckland and Stone
Norton, Buckland and Stone är en civil parish i grevskapet Kent i sydöstra England. Den ligger i distriktet Swale och utgörs av byn Norton med omgivande landsbygd. Civil parishen hade 401 invånare vid folkräkningen år 2021.